# Русова Ноуа (Караш-Северин)
Русова Ноуа (рум. Rusova Nouă) насеље је у Румунији у округу Караш-Северин у општини Берлиште. Oпштина се налази на надморској висини од 115 m.

## Прошлост
По "Румунској енциклопедији" место је основано 1723. године, поред Старе Русове. Основали су га румунски досељеници из Олтеније.
Аустријски царски ревизор Ерлер је 1774. године констатовао да место "Нова Русова" припада Илидијском округу, Новопаланачког дистрикта. Становништво је било претежно влашко.

## Становништво
Према подацима из 2002. године у насељу је живело 111 становника, од којих су сви румунске националности.